# 도하의 마천루 목록

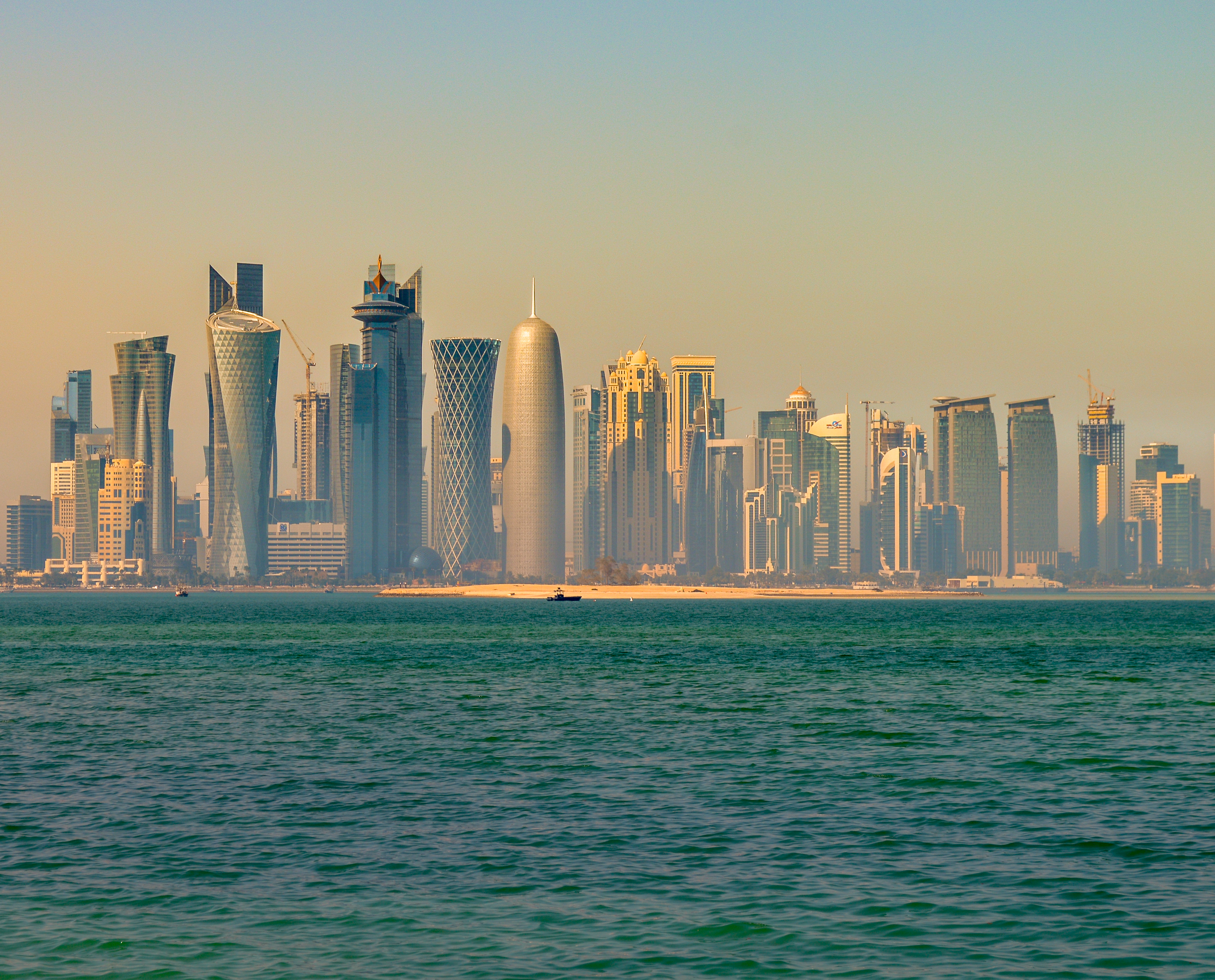
2014년의 도하 스카이라인

카타르의 수도 도하의 마천루 목록이다.

## 개요
이것은 카타르 도하에서 가장 높은 마천루의 목록이다. 도하의 대부분의 마천루는 웨스트 베이 지역에 위치하고 있다. 도하에서 가장 높은 마천루는 아스파이어 타워다. 도시의 현재 가장 높은 마천루 외에도 많은 수퍼 고층 마천루가 있다. 도하는 빠르게 성장하는 도시로, 지난 몇 년 사이에 가장 높은 마천루가 완공되었다.

## 파노라마

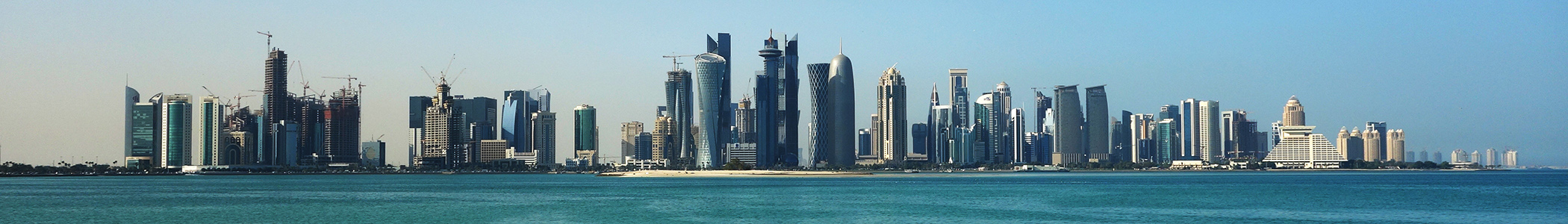
2013년 스카이라인

## 완공된 마천루
이 목록에는 도하의 완공된 마천루나 토핑 아웃의 마천루가 포함된다.
| 순위 | 타워 이름                                             | 사진 | 높이 (미터/피트)           | 층수 | 위치 (도시)        | 사용               | 완공 |
| ---- | ----------------------------------------------------- | ---- | -------------------------- | ---- | ------------------ | ------------------ | ---- |
| 1    | 아스파이어 타워                                       |      | 300 미터 (980 ft)          | 52   | 도하               | 호텔/사무          | 2007 |
| 2    | 켐핀스키 레지던스 & 스위츠, 도바 - 알 파르단 레지던스 |      | 254 미터 (833 ft)          | 64   | 웨스트 베이 (도하) | 주거/호텔          | 2009 |
| 3    | 팜 타워 1                                             |      | 245 미터 (804 ft)          | 57   | 웨스트 베이 (도하) | 사무               | 2009 |
| 4    | 팜 타워 2                                             |      | 245 미터 (804 ft)          | 57   | 웨스트 베이 (도하) | 사무               | 2009 |
| 5    | 월드 트레이드 센터 도하                               |      | 241 미터 (791 ft)          | 51   | 웨스트 베이 (도하) | 상업 사무실        | 2013 |
| 6    | 도하 타워                                             |      | 232 미터 (761 ft)          | 44   | 웨스트 베이 (도하) | 상업 사무실        | 2010 |
| 7    | 네비게이션 타워                                       |      | 220 미터 (720 ft)          | 50   | 웨스트 베이 (도하) | 사무               | 2008 |
| 8    | 알 비다 타워                                          |      | 215 미터 (705 ft)          | 43   | 웨스트 베이 (도하) | 상업 사무실        | 2010 |
| 9    | 토네이도 타워                                         |      | 200 미터 (660 ft)          | 52   | 웨스트 베이 (도하) | 상업 사무실        | 2008 |
| 10   | 발란스 타워                                           |      | 196 미터 (643 ft)          | 58   | 도하               | 주거               | 2009 |
| 11   | 알 베이커 이그제큐티브 트윈 타워                      |      | 189.50 미터 (621.71916 ft) | 47   | 웨스트 베이 (도하) | 주거와 상업 사무실 | 2012 |
| 12   | 압둘 알 아타 타워                                     |      | 188 미터 (617 ft)          | 46   | 도하               | 주거               | 2006 |
| 13   | 움므 알 아브딜리                                      |      | 183 미터 (600 ft)          | 50   | 도하               | 주거               | 1993 |
| 14   | 알 일나한                                             |      | 179 미터 (587 ft)          | 52   | 도하               | 주거               | 2009 |
| 15   | 카타르 크라운 타워                                    |      | 175 미터 (574 ft)          | 45   | 도하               | 사무               | 2009 |
| 16   | 오션 뷰                                               |      | 172 미터 (564 ft)          | 44   | 도하               | 주거               | 2003 |
| 17   | 카타르 인터넷 센터                                    |      | 167 미터 (548 ft)          | 38   | 웨스트 베이 (도하) | 사무               | 2001 |
| 18   | 어드레스 다운타운 도하                                |      | 160 미터 (520 ft)          | 36   | 도하               | 사무               | 2005 |
| 19   | 카타르 텔레콤 헤드쿼터스                              |      | 158 미터 (518 ft)          | 29   | 웨스트 베이 (도하) | 상업 사무실        | 2004 |
| 20   | 알 주파라                                             |      | 157 미터 (515 ft)          | 36   | 웨스트 베이 (도하) | 사무               | 1997 |
| 21   | 웨스트 베이 타워                                      |      | 155 미터 (509 ft)          | 35   | 웨스트 베이 (도하) | 사무               | 1999 |
| 22   | 상업 은행 플라자                                      |      | 148 미터 (486 ft)          | 22   | 도하               | 사무               | 2009 |
| 23   | 에미레이트 타워                                       |      | 141 미터 (463 ft)          | 34   | 도하               | 사무               | 2003 |
| 24   | 지다 타워                                             |      | 138 미터 (453 ft)          | 30   | 도하               | 사무               | 2004 |
| 25   | 크롯트웰 레지던스                                     |      | 133 미터 (436 ft)          | 39   | 도하               | 주거               | 1998 |
| 26   | 마제스티 호텔                                         |      | 127 미터 (417 ft)          | 34   | 도하               | 호텔               | 2006 |
| 27   | 스포츠 시티y 호텔                                     |      | 124 미터 (407 ft)          | 32   | 도하               | 호텔               | 2002 |
| 28   | 알반 호텔                                             |      | 123 미터 (404 ft)          | 35   | 도하               | 호텔               | 2009 |
| 29   | 피나클 레지던스                                       |      | 118 미터 (387 ft)          | 33   | 도하               | 주거               | 1995 |
| 30   | 리츠 칼튼 호텔                                        |      | 115 미터 (377 ft)          | 27   | 도하               | 호텔               | 2000 |
| 31   | 시티 호텔                                             |      | 113 미터 (371 ft)          | 28   | 도하               | 호텔               | 2004 |
| 32   | 야곱 레지던스                                         |      | 110 미터 (360 ft)          | 31   | 도하               | 주거               | 2006 |
| 33   | 카타르 월드 트레이드 센터                             |      | 110 미터 (360 ft)          | 31   | 도하               | 사무               | 2000 |
| 34   | 파노라마 호텔                                         |      | 106 미터 (348 ft)          | 27   | 도하               | 호텔               | 2004 |
| 35   | 아넥사 타워                                           |      | 104 미터 (341 ft)          | 30   | 도하               | 사무               | 1996 |
| 36   | 파타르 사무                                           |      | 104 미터 (341 ft)          | 30   | 도하               | 사무               | 1997 |
| 37   | 비저블 타워                                           |      | 102 미터 (335 ft)          | 28   | 도하               | 호텔               | 1998 |

## 공사중

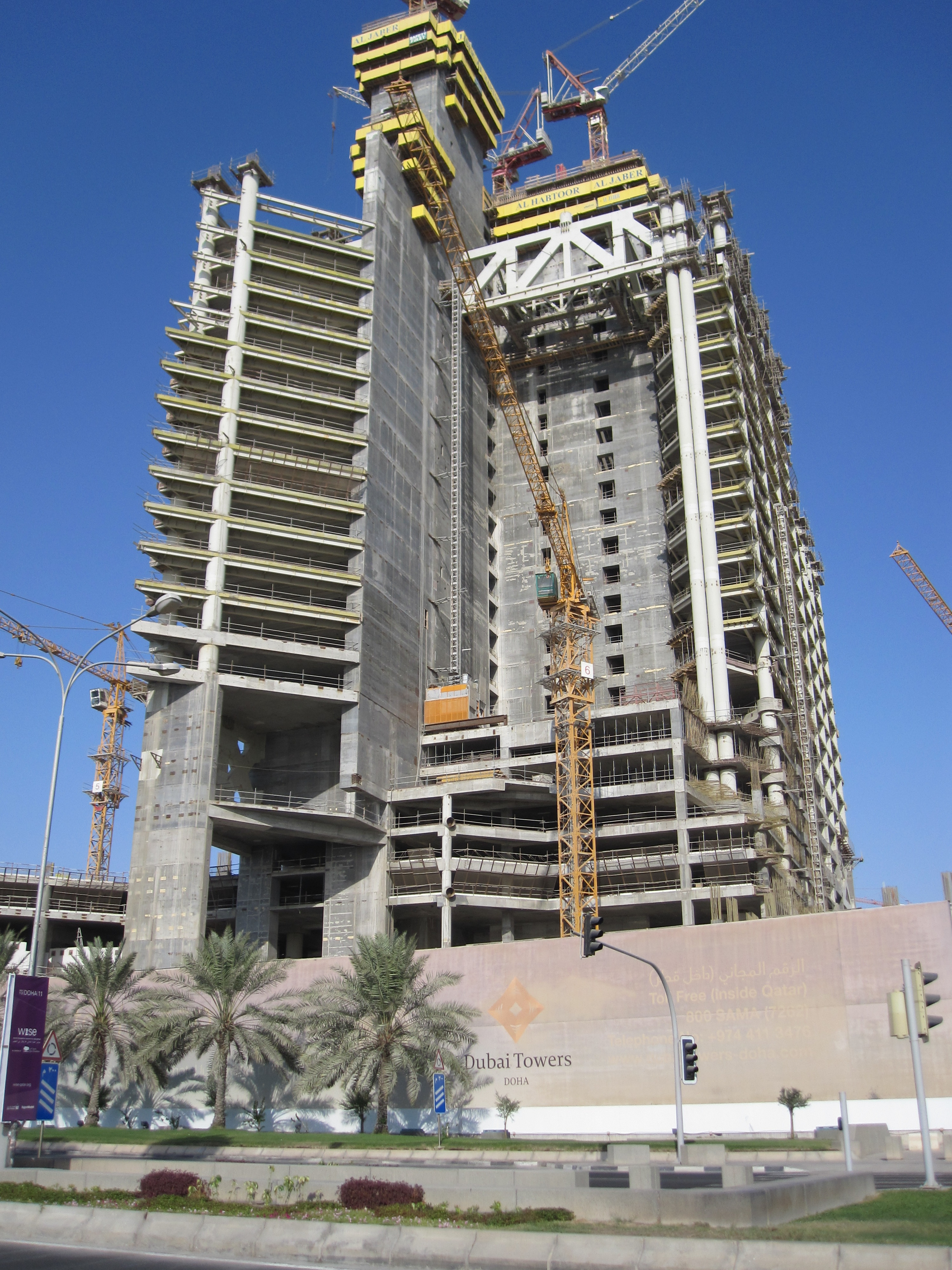
2011년 10월에 공사중인 두바이 타워

| 마천루 이름                 | 사진 | 높이 (미터/피트)    | 층수 | 상태        | 위치 (도시) | 사용   | 완공 연도 |
| --------------------------- | ---- | ------------------- | ---- | ----------- | ----------- | ------ | --------- |
| 도하 컨벤션센터 타워        |      | 551 미터 (1,808 ft) | 112  | 취소됨      | 도하        | 다목적 | -         |
| 카타르 내셔널 뱅크 타워[가] |      | 510 미터 (1,670 ft) | 101  | 2021년 재개 | 도하        | 사무   | 2026      |
| 알 쿠즈 엔다우먼트 타워[가] |      | 495 미터 (1,624 ft) | 100  | 보류        | 도하        | 다목적 | -         |
| 두바이 타워스 도하[가]      |      | 437 미터 (1,434 ft) | 91   | 보류중      | 도하        | 다목적 | -         |
| 알 아스마흐 타워            |      | 227 미터 (745 ft)   | 41   | 공사중      | 도하        | 사무   | 2015      |
| 알 파이살 타워              |      | 227 미터 (745 ft)   | 53   | 공사중      | 도하        | 다목적 | 2012      |

## 각서
가. ^  현재 건설로 인해 재정의 부족으로 보류

## 같이 보기
- 아시아의 마천루 목록
- 마천루 목록